# Лондонська угода (1915)

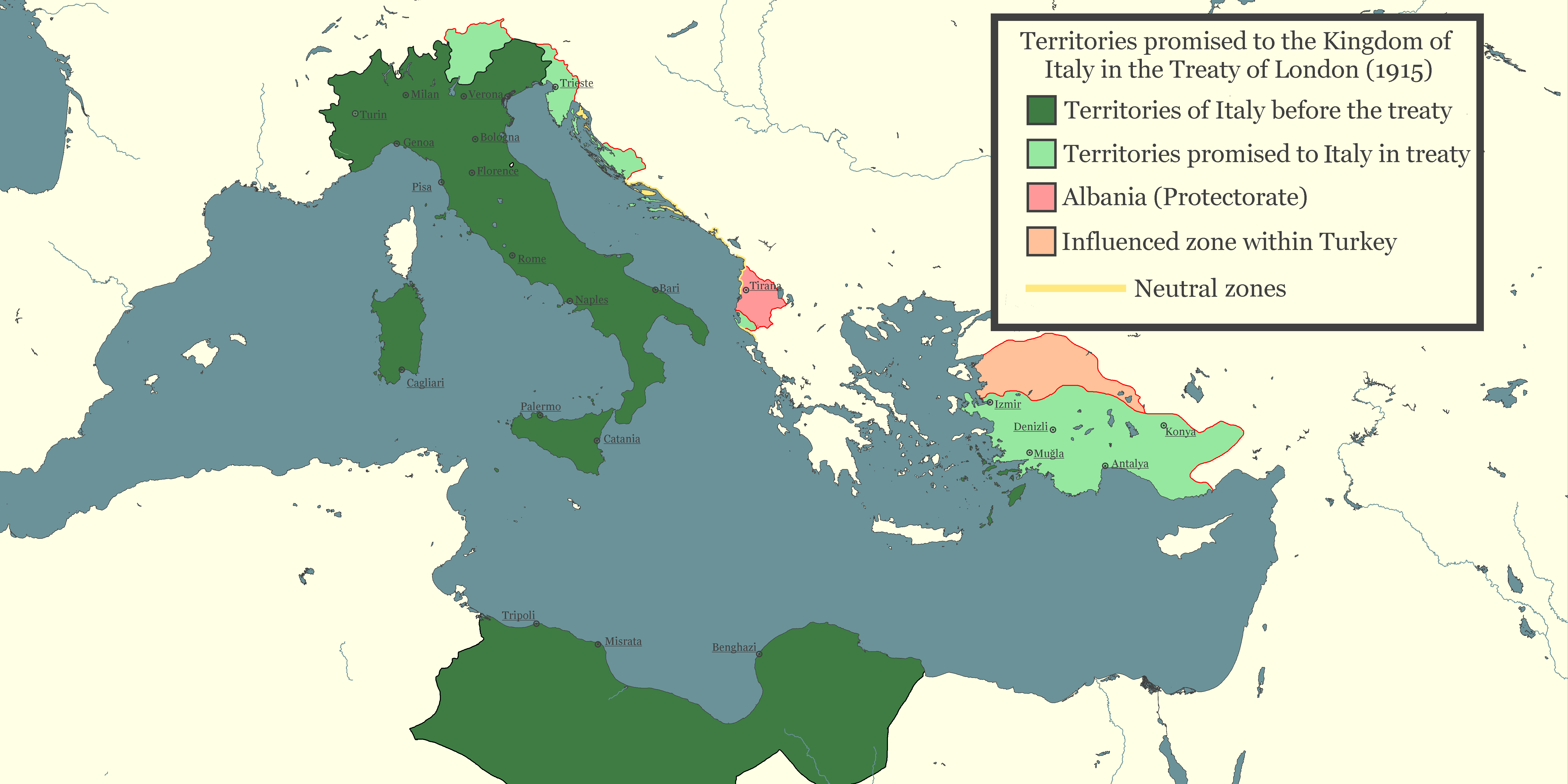
Території, обіцяні Італії за Лондонською угодою

Лондонська угода 1915 (англ. Treaty of London; італ. Trattato di Londra) або Лондонський пакт (Pact of London; Patto di Londra) — таємний міжнародний договір, який підписали Антанта й Італія в Лондоні 26 квітня 1915 року. Згідно з ним Італія вступала у Першу світову війну на боці Антанти проти Австро-Угорщини та Німеччини.
За Лондонською угодою Італія вступала у війну проти Австро-Угорщини та Німеччини. За це їй мали відійти після війни Трієст та інші австрійські області з італійським населенням, під протекторат Італії підпадала Албанія: її північна частина мала би відійти Чорногорії й Сербії, південна частина - Греції, а посередині буде створена невелика нейтральна держава під італійським протекторатом. Таким чином італійський уряд намагався зробити Албанію якомога слабшою, щоб недопустити створення міцного албанської держави, чий флот міг би конкурувати з італійським в Адріатиці.
Міністр закордонних справ Італії Сідней Сонніно прагнув установити контроль над Адріатикою, тому цей договір обіцяв Італії всю Венецію-Джулію, але без порту Ф'юме (тепер Рієка), а також велику частину провінції Далмація до мису Планка, включаючи головні острови, але без Спліта.